# Lastreopsis subsericea
Lastreopsis subsericea är en träjonväxtart som först beskrevs av Georg Heinrich Mettenius, och fick sitt nu gällande namn av Tindale. Lastreopsis subsericea ingår i släktet Lastreopsis och familjen Dryopteridaceae. Inga underarter finns listade.